# Cattedrale di San Giuseppe (Nouakchott)
La cattedrale di San Giuseppe è la chiesa cattedrale della diocesi di Nouakchott, in Mauritania.

## Storia
La diocesi di Nouakchott è stata eretta il 18 dicembre 1965, ricavandone il territorio dalla allora prefettura apostolica di Saint-Louis du Sénégal.
Monsignor Michel Bernard, già arcivescovo di Brazzaville, primo vescovo della nuova diocesi, individuò l'area per l'edificazione della chiesa cattedrale in un campo privo di altre infrastrutture, il 4 marzo 1966, dove edificò la chiesa ed il presbiterio, completati il 18 dicembre 1968.
La cattedrale è attualmente luogo di culto per circa 3.000 fedeli, in gran parte senegalesi, con piccoli gruppi di libanesi ed europei. La chiesa è a forma di tenda e, con i suoi 300 posti a sedere, è più che sufficiente per le funzioni che si svolgono nei giorni di venerdì (giorno di riposo ufficiale in Mauritania) e della domenica. Le principali festività sono celebrate invece nel giardino della parrocchia.